# Amphithalea micrantha
Amphithalea micrantha là một loài thực vật có hoa trong họ Đậu. Loài này được (E.Mey.) Walp. miêu tả khoa học đầu tiên.